# 94
Aquesta pàgina és per a l'any. Per al nombre, vegeu noranta-quatre.
El 94 (XCIV) fou un any comú començat en dimecres del calendari julià.

## Esdeveniments
- Domicià prohibeix els filòsofs estoics a Roma.[1]
- Tractat d'oratòria de Quintilià.
- El general xinès Ban Chao completa la seva conquesta de la conca del Tarim prenent Qaraixahr, que es troba a l'estratègica Ruta de la Seda.[2]